# Duccia Camiciotti

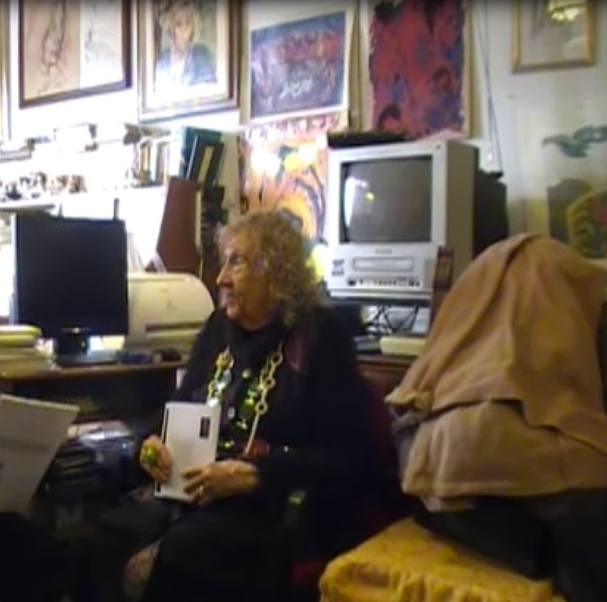
Duccia Camiciotti nel corso di una intervista

 (Bracciano, 19 marzo 1928 – Firenze, 7 luglio 2014) è stata una poetessa e scrittrice italiana.

## Biografia

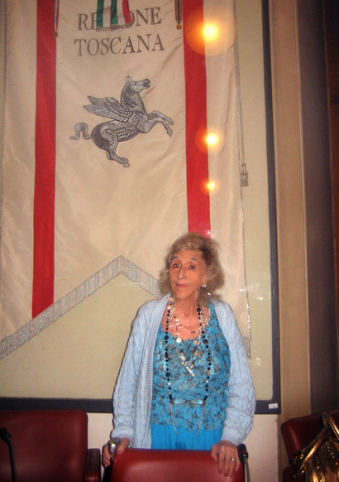
Duccia Camiciotti in un'immagine del 2009

Diplomata al ginnasio-liceo Galileo di Firenze Duccia Camiciotti ricorda nel suo romanzo “Il quotidiano della beat generation e la IV dimensione” l'episodio nel quale vinse "gli Agonali della cultura con un tema di genere patriottico e fui premiata dal Duce stesso al giardino di Boboli". Dopo il diploma consegue la laurea in Giornalismo presso la Università di Urbino. Ha frequentato la Silvio d'Amico, Accademia di Arte Drammatica di Roma, sotto la guida del regista Orazio Costa. Nel 1952 a Roma frequenta l'Accademia di teatro Sharoff-Staniwslawskji nella stessa accademia negli anni a seguire ricoprirà il ruolo di docente di Estetica.
In quel periodo pubblica una lirica "I fiori" nella "Fiera Letteraria" di Pietro Paolo Trompeo ed in seguito grazie alla amica poetessa Emma Calabria alcune poesie nel "Antologia del Novecento" del Editore Gugnali. Nel 1960 a Roma incontra Claudio Battistich del quale diventa compagna nella vita ed assistente del "Centro Studi Orientali" di Firenze. Nel 1966 si trasferiscono insieme a Firenze ed entrano a far parte del mondo letterario fiorentino. Dopo la morte nel 1988 di Claudio Battistich l'impegno e il suo contributo nel mondo culturale di Firenze diviene pressante e fondamentale per i suoi interventi sia come critico letterario e pittorico in luoghi istituzionali quali il Consiglio regionale della Toscana o della Provincia Toscana sia nelle biblioteche, nelle associazioni e nelle gallerie d'arte fiorentine. È stata membro dell'Associazione Culturale "Cenobio Fiorentino" e collaboratrice della rivista "Semicerchio". È stata direttore artistico della rivista Pegaso (periodico) sotto la direzione di Mario Mazzoni.
Nel 2010 è coprotagonista dell'incontro artistico letterario "Da Firenze alle Stelle" al Consiglio regionale della Toscana con libro di poesia "L'ultima onda anomala" a Lilly Brogi con il libro "Entro l'arco del mio giorno" Bastogi Editrice Italiana a Fausto Sbaffoni "Canto l'amore" Casa Editrice Nerbini. Duccia Camiciotti è stata vice Presidente della Camerata dei Poeti di Firenze importante istituzione letteraria fiorentina e nel comitato direttivo del centro d'arte Modigliani di Scandicci. La sua poesia è stato recensita dai principali quotidiani italiani come la Nazione, il Giornale, il Corriere di Firenze e la Poesia. La sua poesia è stata presentata in letture con altri poeti italiani contemporanei come Alda Merini, Maria Luisa Spaziani, Mario Luzi, e lei stessa è stata a Mosca, in Russia per eventi letterari culturali con il poeta russo Eugene Evtushenko sotto l'egida del ministro degli Esteri russo della Cultura.
Nel 2016 il poeta Giancarlo Bianchi, con la collaborazione di Franco Manescalchi, ha pubblicato una plaquette in onore della poetessa dal titolo "Il dono dell'anima" per la collana l'Altana.

## Pubblicazioni

### Opere pubblicate
- “Il Prometeo”, Editrice Domograf, 1966
- “Il tempo di Meg Dombrowskji”; con Claudio Battisch, Editore Gastaldi Milano, 1970
- “Il Prozio Silas ed altri racconti”; Pietro Chegai Editore, 1989
- "IL Gran Sacerdote Balaam"; Pietro Chegai Editore, Firenze, 1991
- “Figurazione”; Pietro Chegai Editore, Firenze, 1993
- “La Conchiglia del Nautilo”; con Claudio Battisch, Pietro Chegai Editore, 1994
- "Preghiera Gotica"; a cura di Pietro Chegai, Pietro Chegai Editore, 1995
- “Eden Perduto”; Edizioni Il Ramo D'Oro, 1996
- “Risposta del vento”; Pietro Chegai Editore, 1999
- “Cantico per un Paesaggio”; Edizioni Il Ramo D'Oro, 2000
- “Sogno ricorrente”; raccolta di poesie Collezione Il caprifoglio, Editrice Ibiskos, Empoli, 2000
- “Nelle Braccia di Gea”; Pietro Chegai Editore, Firenze, 2002
- “Shangrila”; Aletti Editore, Roma, 2003
- “Nostro quotidiano delirio”; L'Autore Libri, Firenze, 2006, ISBN 978-88-517-1084-2
- “Rapsodia”; Gabrieli International, 2008
- “Il Quotidiano della Beat Generation e la IV dimensione”; Bastogi Editrice Italiana, Foggia, 2009 ISBN 978-88-6273-163-8
- “Ultima Onda Anomala”; Editore L'Autore Libri, 2009, ISBN 978-88-517-1861-9
- "Questo Calice Amaro" raccolta di poesie Editore Polistampa, 2009

### Antologie
- “Antologia del Novecento”; Editore Gugnali
- "Slanci e partecipazione"; Bastogi Editrice Italiana, Foggia, 2004, ISBN 9788881856046
- “Cento voci verso il cielo”; Edizioni Youcanprint

### Periodici e riviste
- Pegaso, direttrice artistica e collaboratrice
- Città di Vita, capo editore
- Alla bottega
- Angeli e Poeti
- Milano
- Orizzonti
- Semicerchio. Rivista di poesia comparata

## Premi
- 1970, Premio Brunellesco “La Donna Nell'arte”
- 1972, Premio Natale
- 1999, Premio Ibiskos
- Premio Casentino
- 2008, Premio Sacravita dalla Misericordia Centro di Firenze
- 2013, Premio di Tutte le Arti dall'Associazione Fabio Jonathan Onlus
- 2015, Riconoscimento alla Cultura - Villa Vogel dal Comune di Firenze (Quartiere 4)